# Hempo Hildén
 Jens Henrik (Hempo) Hildén, född 17 juni 1952 i Tammerfors, död 30 maj 2022 i Karlskrona, var en finländsk-svensk trumslagare.  
Hildén var son till journalisten och översättaren Jens Hildén och Märta Hildén samt dotterson till företagsledaren Åke Kihlman. Föräldrarna flyttade 1953 till Sverige och bosatte sig först i Örnsköldsvik där fadern var journalist på Örnsköldsviks Allehanda. År 1960 gick flyttlasset till Söderhamn, där fadern fått arbete som journalist på Söderhamns-Kuriren och modern sedermera, efter skilsmässa, blev lärare på Staffanskolan. Hildén blev som 13-åring medlem i popbandet Why som 1967 blev en av de tio finalisterna i den riksomfattande popbandstävlingen "Zingotoppen" och upplöstes 1969. Han var slagverkare i jazzrockgruppen Splash från samma stad 1973–1979. I mitten av 1970-talet ingick han också i Monica Törnells band (tillsammans med Per Sydén och Bror Törnell) och spelade även under 1980-talet med henne.
Under tiden fram till 1983 spelade han även åt bland annat Pugh Rogefeldt, Magnus Lindberg och Magnus Uggla. Han gjorde även inhopp i dansbandet Thorleifs. Hildén blev därefter trummis i hårdrocksbandet Trash, varefter följde samarbete med John Norum. Han spelade även med Glenn Hughes, Don Dokken, Midnight Sun, Shock Tilt och Baltimoore. Hildén var fram till sin död bosatt i Karlskrona. Han är halvbror till Anja Hildén.

## Spelat med
- Pugh Rogefeldt
- John Norum
- Monica Törnell
- LaGaylia Frazier (med Robert Wells)
- Jan Åström
- Albert Lee
- Sky High
- Baltimoore
- Nanne Grönvall
- Martin Stenmarck
- Trash
- Splash
- Why
- Magnus Lindberg
- Stacys In
- Mandrake Root
- Tommy Nilsson
- Hempoland
- Sven Gunnar Petterson
- Don Dokken
- Glenn Hughes
- Rhapsody in Rock
- Leather Nun
- Nikke Ström
- Mikael Ramel
- Thomas Silver
- Ebbot Lundberg
- Kent Norberg